# Gymnocalycium gibbosum
Gymnocalycium gibbosum ((Boed.) Backeb. & F.M.Knuth 1844; укр. Гімнокаліціум гібозум, Гімнокаліціум горбкуватий, Гімнокаліціум горбатий) — кактус з роду гімнокаліціум (підрід Gymnocalycium).

## Етимологія

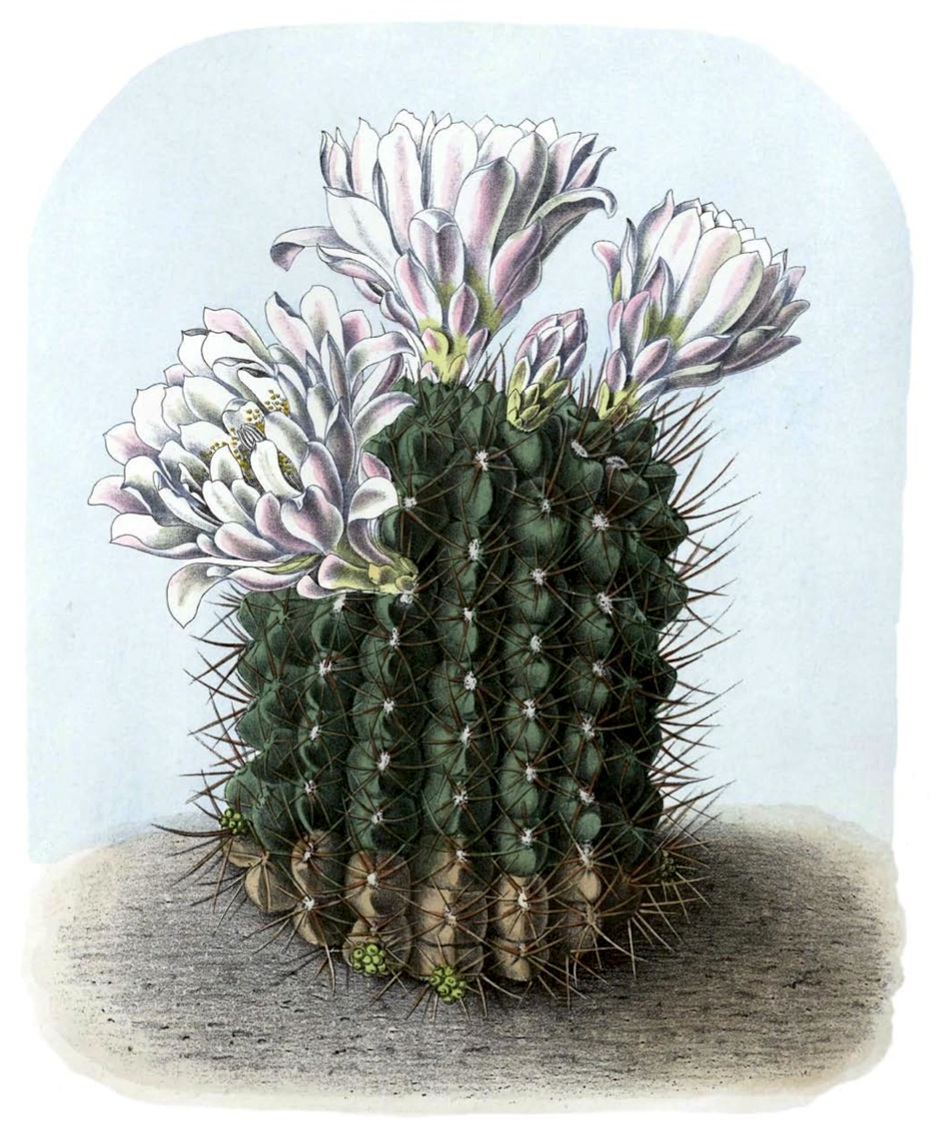
Ілюстрація Gymnocalycium gibbosum у виданні 1904 року К. Шумана, М. Гюрке і Ф. Фаупеля «Blühende Kakteen» («Квітучі кактуси»)

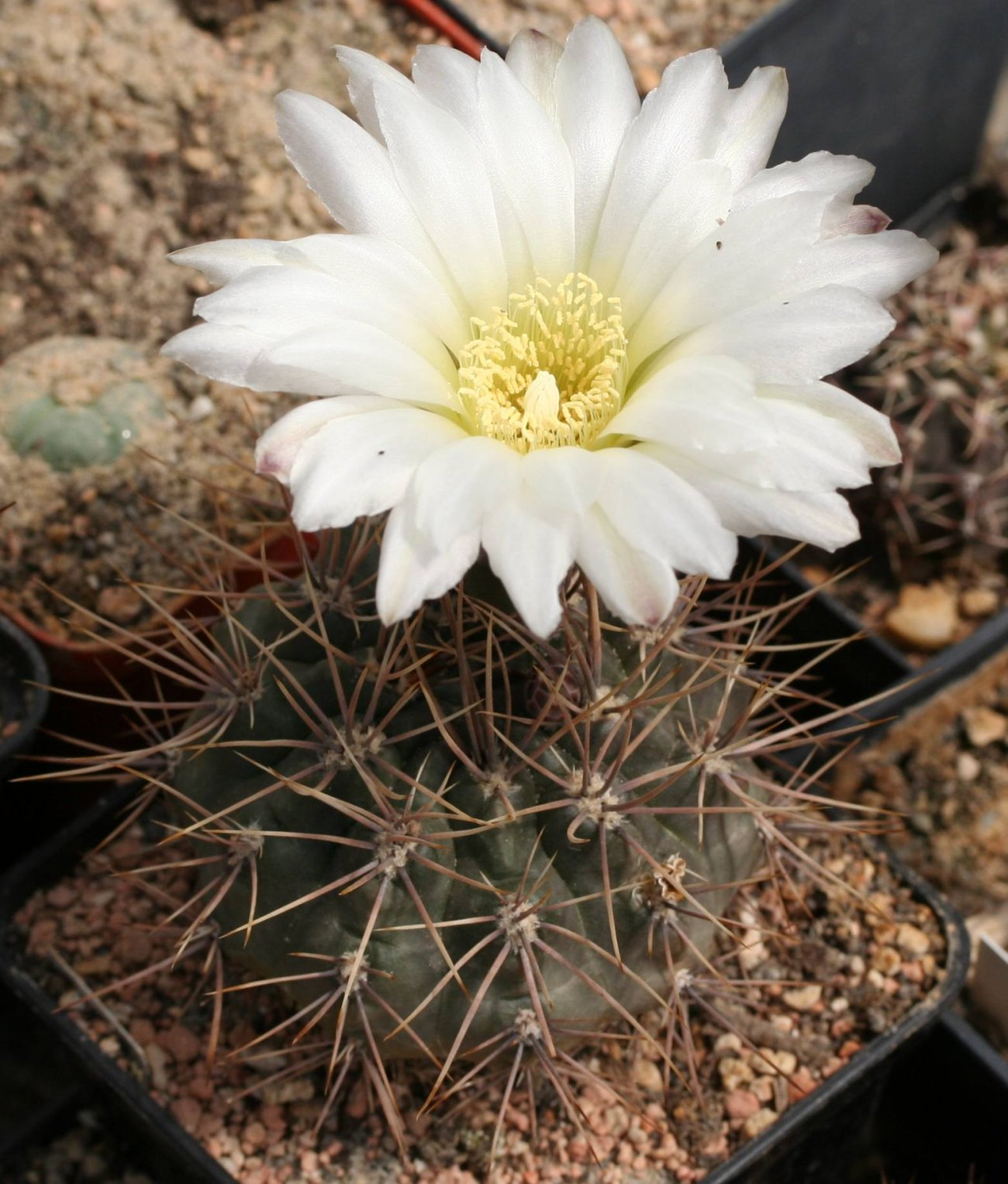
Квітучий Gymnocalycium gibbosum

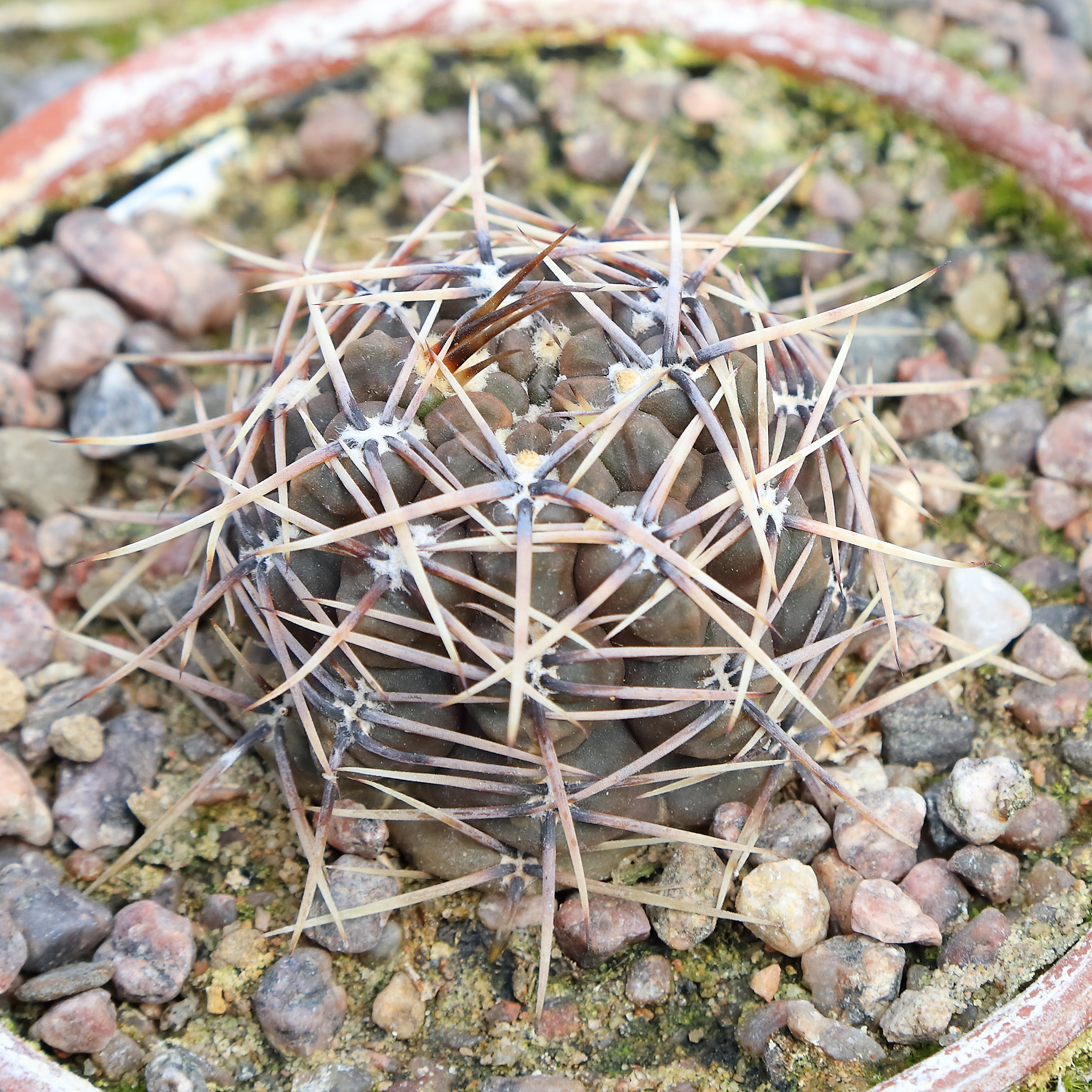
Gymnocalycium gibbosum ssp. borthii

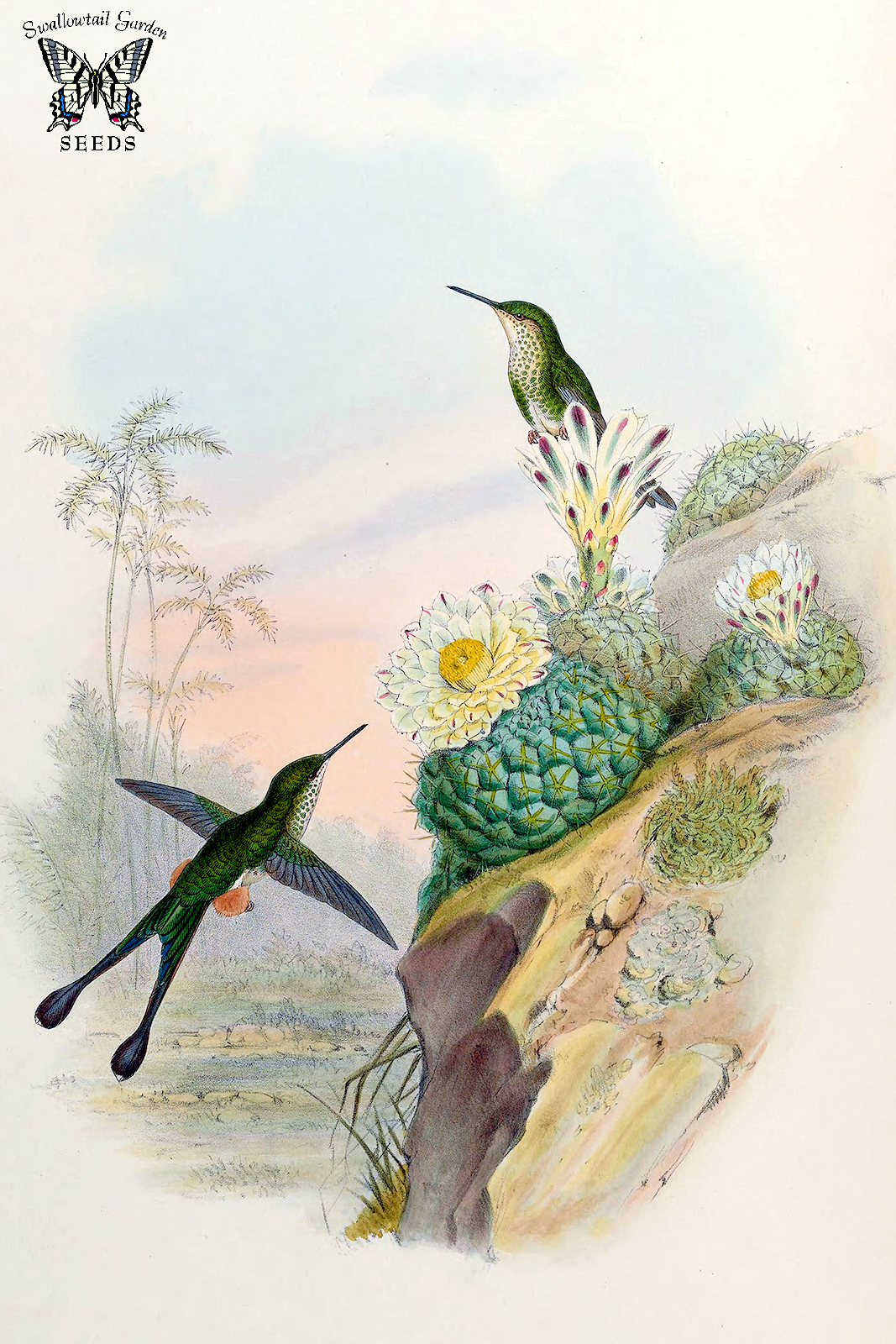
Ілюстрація Gymnocalycium gibbosum у монографії Джон Гульда «Trochilidae» («Колібрієві») 1861 року, том 3

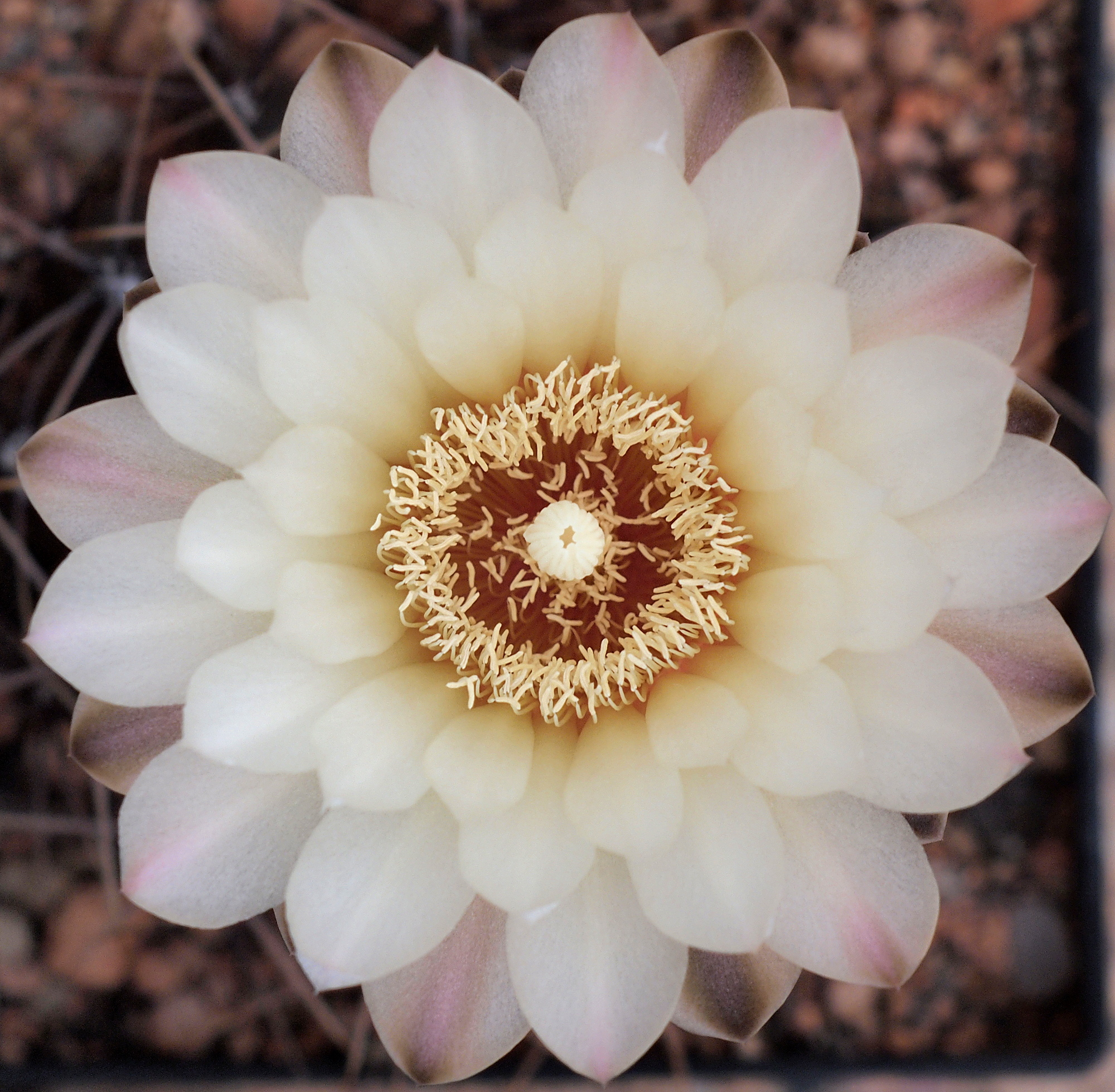
Квітка Gymnocalycium gibbosum

Видова назва gibbosum (укр. горбкуватий) дана через численні горбки, присутні на цій рослині.

## Загальна біоморфологічна характеристика
Один із найкрупніших представників роду. Рослини, зазвичай поодинокі, стебла оксамитові, кулясті до коротко-циліндричних, темно-синьо-зелені, 12-15 см заввишки, 10-12 см в діаметрі. Ребер 12-19, крупні, явно виражені, розділені борозенками на шестигранні горбки. Ареоли сірі. Центральних колючок 1-3, часто відсутні. Радіальних колючок 7-15 від блідо-коричневих до майже чорних, прямі, жорсткі, до 3,5 см завдовжки. Квітки білі або іноді червонуваті, до 6 см завдовжки і в діаметрі. Плоди палицевидні, зелені.

## Ареал
Цей вид є ендемічним в Аргентині, де він широко поширений в південній частині країни, зустрічається у провінціях Чубут, Ла-Пампа, Мендоса, Ріо-Негро, Сан-Луїс, Санта-Крус.

## Екологія
Росте на висоті від 0 до 1 000 м над рівнем моря. Мешкає в гірських чагарниках і патагонському степу. Надає перевагу піщаним або гравійним алювіальним ґрунтам уздовж Ріо-Негро і Ріо-Колорадо, де він росте під кущами та іншими рослинами.

## Охорона у природі
Gymnocalycium gibbosum входить до Червоного списку Міжнародного Союзу Охорони Природи, стан — в найменшому ризику. Має досить широкий ареал, чисельність популяції стабільна. Серйозних загроз для цього виду наразі немає.
Зустрічається в декількох природоохоронних територіях, серед інших — в Національному парку Ліуе Калель.

## Підвиди
Виділяють два підвиди Gymnocalycium gibbosum.
- Gymnocalycium gibbosum subsp. gibbosum — зазвичай має 1-3 центральні колючки і широко поширений.
- Gymnocalycium gibbosum subsp. ferox — має дуже міцні, товсті радіальні колючки, але не має центральної, виростає у провінції Чубут.

Інші джерела окрім типового підвиду Gymnocalycium gibbosum subsp. gibbosum як другий підвид виділяють Gymnocalycium gibbosum subsp. borthii (Koop ex H.Till) G.J.Charles. Едвард Фредерік Андерсон — член Робочої групи Міжнародної організації з вивчення сукулентних рослин (IOS), колищній її президент у своїй фундаментальній монографії з родини кактусових «The Cactus Family» розглядає останній таксон як окремий вид — Gymnocalycium borthii.

## Утримання в культурі
Завдяки суворому клімату в місцях зростання Gymnocalycium gibbosum, ці рослини досить витривалі. Всі вони ростуть порівняно повільно і цілком морозостійкі, так що взимку їх потрібно утримувати сухими і при низькій температурі, але, щоб стебло отримало типове для нього забарвлення, вони завжди повинні бути на повному сонці. В культурі легко і рясно цвітуть, якщо ростуть у відносно багатому, але добре дренованому субстраті. Розмножуються насінням.